# Zaim cziflik
Zaim cziflik (bułg. Заим чифлик) – wieś w Bułgarii, w obwodzie Błagojewgrad, w gminie Goce Dełczew. Miejscowość wyludniała, została usunięta.